# Río Casma
Der Río Casma ist ein 104 km langer Zufluss des Pazifischen Ozeans im zentralen Westen Perus in den Provinzen Huaraz und Casma der Region Ancash. Im Oberlauf heißt der Fluss auch Río Chacchan, im Mittellauf Río Grande.

## Flusslauf
Der Río Casma entspringt in der Cordillera Negra, einem Gebirgszug der peruanischen Westkordillere, in der Provinz Huaraz im äußersten Norden des Distrikts Pariacoto auf einer Höhe von etwa 4660 m. Von dort fließt er anfangs 14 km nach Süden, anschließend 10 km nach Südwesten. Er nimmt die Flüsse Río Pira und Río Vado von links auf und wendet sich auf seiner restlichen Fließstrecke überwiegend nach Osten. Bei Flusskilometer 67 trifft bei der Kleinstadt Pariacoto der Río Akrun von Norden kommend auf den Fluss. Der Río Casma fließt nun in einem breiten Tal, in dem bewässerte Landwirtschaft betrieben wird, nach Osten. Bei Flusskilometer 47 trifft der Río Yaután von rechts auf den Río Casma. Auf den letzten 30 Kilometern verlässt der Fluss das Bergland und erreicht die wüstenhafte Küstenebene der Provinz Casma. Ab Flusskilometer 25 wendet sich der Río Casma in Richtung Westnordwest. 10 km oberhalb seiner Mündung in den Pazifik, oberhalb der Provinzhauptstadt Casma, mündet der Río Sechín von rechts in den Fluss. Der Río Casma erreicht schließlich nördlich von Puerto Casma die Küste.

## Einzugsgebiet und Hydrologie
Der Río Casma entwässert ein Areal von 2990,7 km². Das Einzugsgebiet grenzt im Norden an das des Río Nepeña, im Osten an das des Río Santa, im Südosten an das des Río Huarmey sowie im Süden an das des Río Culebras. Der Río Casma führt in den Monaten Juli bis September sehr wenig Wasser. In dieser Zeit trennt ein Sandstreifen die Flussmündung vom Meer.

## Einzugsgebiet
1. 1 2  Evaluación de los recursos hídricos en las cuencas de los ríos Casma, Culebras y Huarmey: inventario de fuentes de agua superficial en la cuenca del río Casma. Ministerio de Desarrollo Agrario y Riego, Dezember 2007, abgerufen am 8. Januar 2021.